# Attaque à la voiture-bélier de Volkmarsen
L'attaque à la voiture-bélier de Volkmarsen s'est déroulée le 24 février 2020 pendant le carnaval en Allemagne. Son bilan s'élève à 52 blessés.

## Contexte
L'attaque de Volkmarsen a lieu cinq jours après les fusillades de Hanau, un attentat d'extrême-droite ayant causé 10 morts (plus le terroriste qui s'est suicidé) à Hanau, qui se trouve dans le même land d'Hesse que Volkmarsen.

## Les faits
Le Rosenmontag est le grand cortège du « Lundi des Roses ». Il constitue le point fort du carnaval. Selon des témoins cités par les médias locaux,un break Mercedes gris métallisé a percuté la foule vers 14h30 et donné un coup d'accélérateur.

## L'enquête
La justice allemande ouvre une enquête pour "tentative de meurtre". Le journal Der Spiegel dans un premier temps a indiqué que le conducteur était "en état d'ébriété avancé" au moment des faits, ce qui a été formellement contredit par les autorités chargées de l'enquête. Le véhicule aurait contourné les barrières de sécurité et foncé dans la foule à pleine vitesse. Le parquet général de Francfort a annoncé mener les investigations. Le parquet fédéral anti-terroriste ne s'est pas saisi, signe que les autorités ont écarté la piste de l'attentat et privilégient la piste d'un acte volontaire sans mobile politique. néanmoins "à cause du contexte, la piste politique ne peut être encore exclue" .

## L'auteur
Le chauffeur a été immédiatement arrêté. Il s'appelle Maurice P.. Il est citoyen allemand, âgé de 29 ans et originaire des environs . Il a été hospitalisé pour graves blessures à la tête. Il est connu des services de police . Un de ses voisins témoigne « Je l'ai vu conduire aujourd'hui, il avait l'air d'avoir pris de la drogue et a dit:" Je serai bientôt dans le journal ». Maurice P. est conduit dans un hôpital psychiatrique.

## Les victimes
Le premier bilan fait état de plus de 30 blessés . Le 25 février, la police fait état de 52 blessés dont 18 enfants. 35 personnes se trouvent en traitement hospitalier et 17 autres ont été traités de manière ambulatoire et ont pu quitter l'hôpital.